# Une élection ordinaire
 (juin 2023).
Une élection ordinaire est un roman d'anticipation, de type politique-fiction, écrit par Geoffroy Lejeune, paru le 24 septembre 2015 aux éditions Ring. Il s'agit du premier roman de l'auteur.
L'intrigue du récit prend place en 2017 et imagine la candidature, puis la victoire, du polémiste d'extrême-droite Éric Zemmour à l'élection présidentielle française de 2017.  

## Résumé
L'histoire débute en mai 2016 alors que les Français s'apprêtent à élire leur nouveau président. Toutefois, l'hostilité du peuple envers la classe politique n'a jamais été aussi forte. Alors que les sondages sont plus que jamais indécis, la peur gagne chacun des candidats à l'élection présidentielle. La droite se déchire, Marine Le Pen accentue son virage à gauche et François Hollande, qui rêve d'un second mandat, fait face à la défiance du pays. Plus que jamais, l'heure des changements de ligne semble avoir sonnée.  
Dans ce brouillard politique, une figure émerge peu à peu. D'abord réticent à l'idée de se présenter, Éric Zemmour, journaliste politique et polémiste d'extrême droite, devient le porte-parole d'un peuple prêt à faire sécession. Poussé notamment par Patrick Buisson et Philippe de Villiers, l'ex-journaliste du Figaro grappille progressivement des points dans les sondages. Revanchards, déçus et révolutionnaires forment alors une coalition hétéroclite, venue des divers courants de la droite, capable de porter Zemmour jusqu'à l'Élysée.
Son programme politique est centré sur un moratoire sur l'immigration et d'un référendum sur le retour de la peine de mort. 
Plusieurs personnages politiques réels apparaissent ainsi dans le roman. François Hollande, président de la République depuis 2012, est candidat à sa réélection en 2017. Il termine à la première place au premier tour de l'élection présidentielle avec 18 %, avant de s'incliner face à Éric Zemmour au second tour. Nicolas Sarkozy, élu par les Français en 2007 mais candidat malheureux en 2012, échoue de nouveau et recueille 15,75 % des votes. Marine Le Pen, longtemps en tête dans les sondages, obtient 16,25 % des voix, juste derrière Zemmour et ses 16,80 %. Décrochés, François Bayrou et Jean-Luc Mélenchon réunissent 13 et 11 % des voix électorales. 
Après sa victoire au second tour, Eric Zemmour s'installe à l'Elysée et forme un gouvernement d'union des droites avec Henri Guaino comme Premier Ministre, Marine Le Pen Président de l'Assemblée Nationale, Laurent Wauquiez Ministre des affaires étrangères, Nicolas Bay Ministre de la Justice et Eric Ciotti Ministre de l'intérieur.  
En parallèle de l'intrigue principale, Geoffroy Lejeune, auteur de l'ouvrage et personnage à part entière de son récit, suit la campagne d'Éric Zemmour pour le journal Valeurs actuelles. Il découvre la pensée de Zemmour en lisant chacun de ses livres. L'œuvre du polémiste d'extrême droite apparait alors comme un véritable programme politique, répondant aux problématiques sociétales selon Lejeune.

## Publication
Le livre est paru aux éditions Ring le 24 septembre 2015. Le 14 octobre 2021, alors qu'une candidature d'Éric Zemmour est largement envisagé par les médias, une édition définitive de l'ouvrage de 315 pages est publié par Ring, sous le nom de Zemmour président : de la fiction à la réalité. Dans ce livre, Geoffroy Lejeune ajoute une première partie à son récit. Il y décrit les causes de la candidature de Zemmour et raconte aussi sa relation et la fascination qu'il a pour l'ex-journaliste du Figaro. Éric Zemmour annonce finalement sa candidature le 30 novembre 2021.

## Accueil critique
Le Figaro évoque un « excellent roman de politique-fiction qui a dû donner des sueurs froides aux belles âmes ». Le Monde, moins élogieux, parle d'un livre « sans complexe et réactionnaire ».